# Droga krajowa B240 (Niemcy)
Droga krajowa 240 (niem. Bundesstraße 240, B 240) – niemiecka droga krajowa przebiegająca  z zachodu na wschód od skrzyżowania z drogą B83 w Bodenwerder do skrzyżowania z drogą B3 pomiędzy Eime i Gronau w Dolnej Saksonii.

## Opis trasy
Droga opuszcza Bodenwerder w kierunku wschodnim. W Halle (Góry Wezerskie) kieruje się na południowy wschód do skrzyżowania z drogą B64 w Eschershausen. Tutaj droga zwraca się na północny wschód dobiegając do Eime gdzie zmierzając w kierunku miejscowości Gronau krzyżuje się z drogą B3.